# Skokholm
Skokholm (velšsky Ynys Sgogwm) je ostrov vzdálený čtyři kilometry od jihozápadního pobřeží hrabství Pembrokeshire ve Walesu. Nachází se jižně od většího ostrova Skomer. Je 1,6 kilometru dlouhý a v nejširší části 0,8 kilometru široký, zabírá 106 hektarů. Nejvyšší místo na ostrově se nachází ve výšce 55 m n. m. Je zde zakázáno přistávat letadlem a pravidelně sem jezdí lodě z vesnice Dale. Je zde velký výskyt ptactva a již roku 1933 zde byla otevřena první ptačí observatoř na britském území. Nachází se zde maják otevřený roku 1776. Název ostrova pochází ze staré severštiny a znamená „zalesněný ostrov“. Rovněž sdílí stejné kořeny jako švédské hlavní město Stockholm.